# 34e prix Lambda Literary
Le 34e prix Lambda Literary a lieu le 11 juin 2022 pour honorer les ouvrages publiés en 2021.

## Organisation
En raison de la Pandémie de Covid-19, la remise des prix se fait en ligne, et l'équipe d'organisation annonce vouloir utiliser un modèle hybride pour les prochaines éditions pour remplacer le modèle précédent, uniquement en personne.
Le panel de juges est constitué de 60 personnes travaillant dans le monde de l'édition, qui jugent environ 1 300 livres.

## Lauréats et finalistes
| Catégorie                   | Lauréat                                                                                        | Finalistes |
| --------------------------- | ---------------------------------------------------------------------------------------------- | --- |
| Fiction bisexuelle          | Alix Ohlin (en), We want what we want                                                          | - S. J. Sindu (en), Blue-Skinned Gods - Melissa Broder (en), Milk Fed: A Novel - Tiphanie Yanique (en), Monster in the Middle - Jen Silverman (en), We Play Ourselves |
| Non-fiction bisexuelle      | Aisha Sabatini Sloan (en), Borealis                                                            | - Hasanthika Sirisena, Dark Tourist: Essays - Jen Winston, Greedy: Notes from a Bisexual Who Wants Too Much - Daisy Hernández (en), The Kissing Bug: A True Story of a Family, an Insect, and a Nation’s Neglect of a Deadly Disease - Courtney Cook, The Way She Feels: My Life on the Borderline in Pictures and Pieces |
| Poésie bisexuelle           | Aurielle Marie (en), Gumbo Ya Ya                                                               | - Muriel Leung (en), Imagine Us, The Swarm - CM Burroughs, Master Suffering - Paige Quiñones, The Best Prey - Jackie Wang, The Sunflower Cast a Spell to Save Us from the Void |
| Fiction gay                 | Brontez Purnell (en), 100 Boyfriends                                                           | - Selva Almada, Brickmakers: A Novel - Jaime Cortez, Gordo - Yang Huang, My Good Son - Paul Mendez, Rainbow Milk |
| (Auto-)biographie gay       | Brian Broome (en), Punch Me Up to the Gods: A Memoir                                           | - Rajiv Mohabir, Antiman: A Hybrid Memoir - John Paul Brammer, Hola Papi - Peter Staley, Never Silent: ACT UP and My Life in Activism - Luis Felipe Fabre, Writing with Caca |
| Poésie gay                  | John Keene, Punks: New & Selected Poems                                                        | - Nicholas Wong, Besiege Me - Michael Walsh, Creep Love - Miguel Murphy, Shoreditch - Derrick Austin, Tenderness |
| Romance gay                 | Larry Benjamin, Excellent Sons: A Love Story in Three Acts                                     | - Sander Santiago, Best of the Wrong Reasons - John Patrick, Dublin Bay - Lance Ringel, Floridian Nights - Farhad J. Dadyburjor, The Other Man |
| Fiction lesbienne           | Mia McKenzie (en), Skye Falling                                                                | - Venita Blackburn, How to Wrestle a Girl - Lauren Groff, Matrix - Kirstin Valdez Quade, The Five Wounds - Kristen Arnett, With Teeth |
| (Auto-)biographie lesbienne | Sophie Santos, The One You Want to Marry (And Other Identities I've Had): A Memoir             | - Grace Perry, The 2000s Made Me Gay: Essays on Pop Culture - Leslie Cohen, The Audacity of a Kiss: Love, Art, and Liberation - Jonathan Ned Katz, The Daring Life and Dangerous Times of Eve Adams - Adele Bertei, Why Labelle Matters |
| Poésie lesbienne            | Tamiko Beyer, Last Days                                                                        | - Rosamond S. King, All the Rage - Grace Lau, The Language We Were Never Taught to Speak - Donika Kell, The Renunciations: Poems - Arisa White, Who’s Your Daddy |
| Romance lesbienne           | Milena McKay, The Headmistress                                                                 | - Jae, Chemistry Lessons - E. J. Noyes, Go Around - Haley Cass, In the Long Run - Gerri Hill, Red Tide at Heron Bay |
| Fiction transgenre          | Jeanne Thornton, Summer Fun                                                                    | - Callum Angus, A Natural History of Transition - Torrey Peters, Detransition, Baby - Megan Milks, Margaret and the Mystery of the Missing Body - Shelley Parker-Chan, Celle qui devint le soleil (She Who Became the Sun) |
| Nonfiction transgenre       | Da'Shaun Harrison, Belly of the Beast: The Politics of Anti-Fatness as Anti-Blackness          | - Francisco Galarte, Brown Trans Figurations: Rethinking Race, Gender, and Sexuality in Chicanx/Latinx Studies - Ivan Coyote, Care Of: Letters, Connections, and Cures - Dir. Alicia Spencer-Hall et Blake Gutt, Trans and Genderqueer Subjects in Medieval Hagiography - Lucie Fielding, Trans Sex: Clinical Approaches to Trans Sexualities and Erotic Embodiments                                                                                               |
| Poésie transgenre           | Mason J, Crossbones on My Life                                                                 | - Dani Putney, Salamat sa Intersectionality - Lindsay Choi, Transverse - Andrea Abi-Karam, Villainy - Raquel Salas Rivera, x/ex/exis |
| Anthologie LGBTQ            | Mouths of Rain: An Anthology of Black Lesbian Thought, dirigé par Briona Simone Jones          | - dir. Mattilda Bernstein Sycamore, Between Certain Death and a Possible Future: Queer Writing on Growing Up with the AIDS Crisis // Arsenal Pulp Press - Martin F. Manalansan IV, Alice Y. Hom, et Kale Bantigue Fajardo, Q & A: Voices from Queer Asian North America - dir. Kemi Adeyemi, Kareem Khubchandani, et Ramón H. Rivera-Servera, Queer Nightlife - dir. Leanna Keyes, Lindsey Mantoan, et Angela Farr Schiller, The Methuen Drama Book of Trans Plays |
| Littérature jeunesse LGBTQ  | JR et Vanessa Ford, Calvin                                                                     | - Ashley Herring Blake, Hazel Bly and the Deep Blue Sea - Charlotte Sullivan Wild, Love, Violet - Rob Sanders, Stitch by Stitch: Cleve Jones and the AIDS Memorial Quilt - Basil et Kevin Sylvester, The Fabulous Zed Watson! |
| Littérature young adult     | A. R. Capetta, The Heartbreak Bakery                                                           | - Adiba Jaigirdar, Hani And Ishu’s Guide To Fake Dating - Aden Polydoros, The City Beautiful - Isaac Fitzsimons, The Passing Playbook - Linsey Miller, What We Devour |
| Roman graphique LGBTQ       | Lee Lai, Stone Fruit                                                                           | - Crystal Frasier et Val Wise, Cheer Up! Love and Pompoms - Syan Rose, Our Work Is Everywhere: An Illustrated Oral History of Queer & Trans Resistance - Hiromi Goto et Ann Xu, Shadow Life - Kat Leyh, Thirsty Mermaids |
| Théâtre LGBTQ               | R. Eric Thomas, Mrs. Harrison                                                                  | - Daniel Alexander Jones, Love Like Light - storäe michele, mama [rose.] - Kheven LaGrone, Pillow Talk - L M Feldman, Thrive, or What You Will {an epic} |
| Érotisme                    | Samuel R. Delany, Big Joe                                                                      | - dir. Tab Kimpton et Jade Sarson, Ambrosia: Trans Masc and Non Binary Erotic Comics Anthology - dir. Tab Kimpton and Harry-Anne Bentley, Nectar: Trans Femme and Non Binary Erotic Comics Anthology - MJ Lyons, Queer Werewolves Destroy Capitalism: Smutty Stories - Levi Huxton, The Lodger, That Summer |
| Roman à mystère             | John Copenhaver, The Savage Kind                                                               | - P.J. Vernon, Bath Haus - Jennifer Hanlon Wilde, Finding the Vein - Michael Nava, Lies With Man - Stephen Spotswood, Murder Under Her Skin |
| Nonfiction                  | Sarah Schulman, Let the Record Show                                                            | - Akwaeke Emezi, Dear Senthuran - Adam Zmith, Deep Sniff: A History of Poppers and Queer Futures - Melissa Febos, Girlhood - Kazim Ali, Northern Light: Power, Land, and the Memory of Water |
| Fiction spéculative         | Cadwell Turnbull (en), Ni dieux ni monstres (No Gods, No Monsters)                             | - Arkady Martine, A Desolation Called Peace - Honni van Rijswijk, Breeder - Olivia Tapiero, Phototaxis - Neon Yang, The Tensorate Series |
| Études LGBTQ                | Anna Lvovsky, Vice Patrol: Cops, Courts, and the Struggle over Urban Gay Life before Stonewall | - Gila Ashtor, Homo Psyche: On Queer Theory and Erotophobia - C. Winter Han, Racial Erotics: Gay Men of Color, Sexual Racism, and the Politics of Desire - Leah DeVun, The Shape of Sex - Howard Chiang, Transtopia in the Sinophone Pacific |

## Prix spéciaux
Cinq prix spéciaux sont décernés :
- Prix Kenan pour Kalynn Bayron
- Prix Cordova pour Aisha Sabatini Sloan
- Prix Markowitz pour Ching-In Chen et Morgan Thomas
- Prix Samuel pour Jobert Abueva
- Prix Duggins pour Vi Khi Nao & Silas House